# Partenope (città antica)

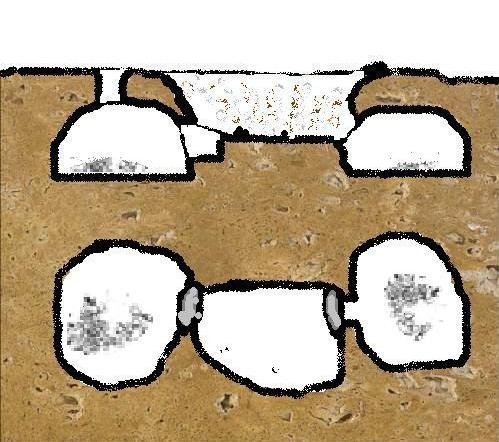
Esempio di sepoltura del Gaudo: un accesso con anticamera, da cui si diramano due camere funerarie, contenenti ceramica cerimoniale e scheletri umani in posizione fetale

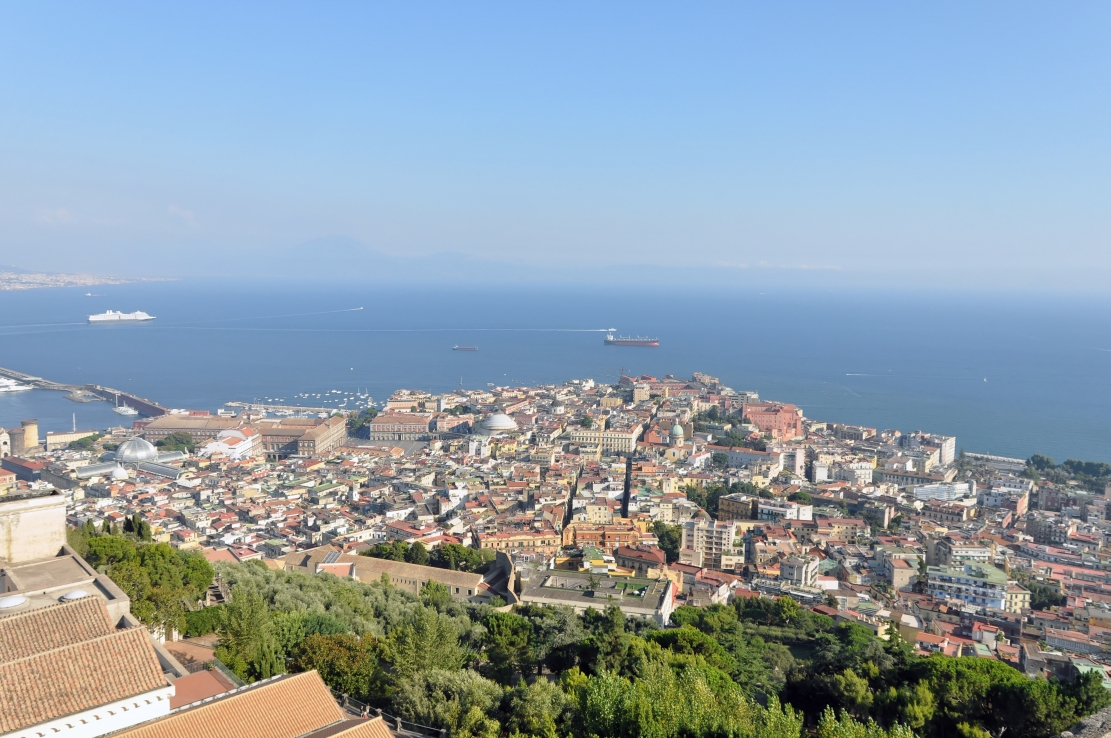
Pizzofalcone, il colle dove sorgeva Partenope

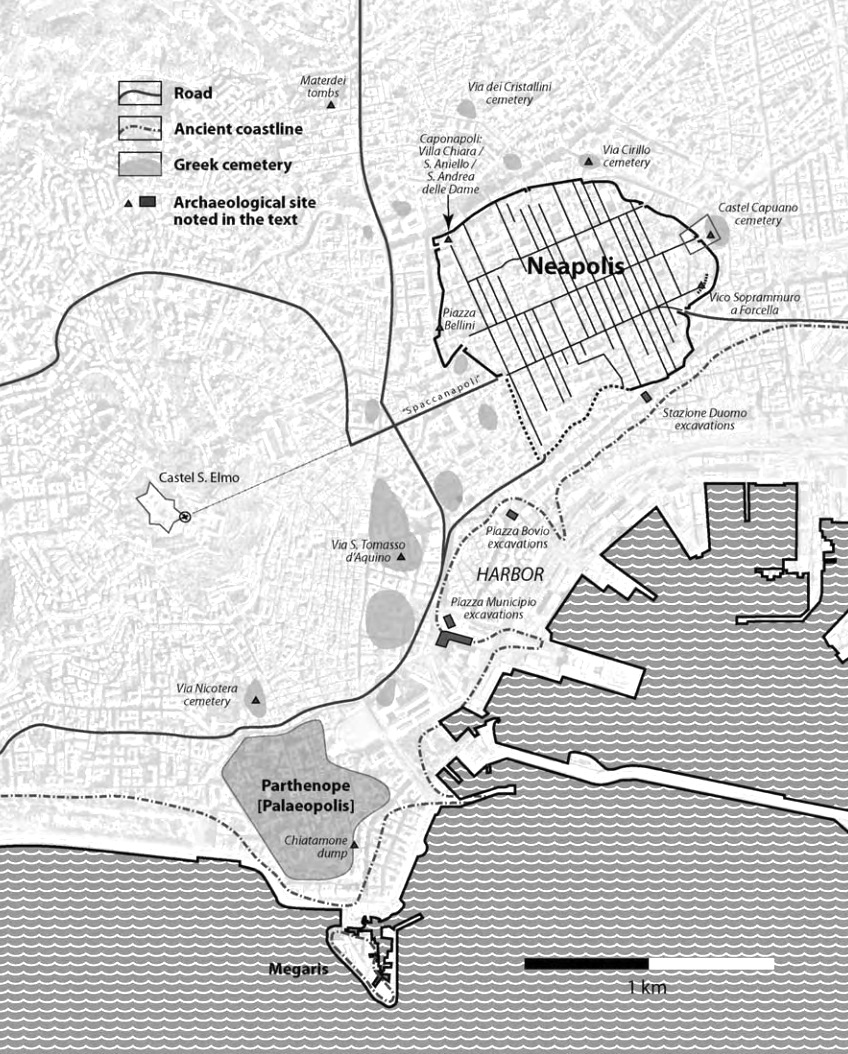
La Neapolis greca e la sua palepoli

Partenope (in greco antico: Παρθενόπη?; in latino Parthenŏpe) fu una sub-colonia greca edificata tra il Vesuvio ed i Campi Flegrei nell'VIII secolo a.C. dai cumani. Venne rifondata dagli stessi come Neapolis nell'ultimo trentennio del VI secolo a.C.

## Origini del nome
Partenope, che significa «quella che sembra una vergine», era una delle sirene ammaliatrici che, secondo una versione di una leggenda, si suicidò lanciandosi in mare con le sorelle (Ligea e Leucosia) per l’insensibilità di Ulisse al loro canto; il suo corpo fu trasportato dalle onde alla foce di uno degli affluenti del fiume Sebeto, dove fu chiamata Partenope la città detta poi Neapolis (Napoli).

## Storia

### Le origini
Le prime tracce archeologiche dell'area risalgono al Neolitico Medio, tipo Serra d'Alto, e sono state ritrovate nei pressi della basilica di Santa Maria degli Angeli a Pizzofalcone (ossia tra l'acropoli e la necropoli di Partenope, alle spalle della collina di Pizzofalcone). Nello stesso punto sono stati ritrovati, inoltre, un importante strato archeologico risalente all'Eneolitico Antico e uno all'antica/media Età del bronzo. L'Eneolitico Medio, tipo Gaudo, è noto più all'interno di Partenope, grazie ai vecchi ritrovamenti di Materdei, mentre il Bronzo Medio avanzato è presente nei fondali marini dell'insenatura di piazza del Municipio e nel pianoro di Neapolis (e anche in altri siti meno significativi), dove sono stati riportati alla luce materiali che testimoniano l'esistenza di due villaggi che ebbero certamente contatti col mondo miceneo.
Presso la stazione Duomo, infine, sono stati rinvenuti soprattutto abbondanti rinvenimenti ceramici (olle ovoidi), databili tra il Bronzo Finale e l'inizio del Ferro, che documentano l'esistenza di un sito probabilmente a carattere produttivo, destinato a svolgere attività costiere. Per le popolazioni dell'Età del bronzo e poi del Ferro presenti in quest'area del golfo di Napoli, le fonti greche usano i nomi di Ausoni e Opici.

### Fondazione di Partenope
L'insediamento di Partenope fu fondato dai Cumani.
Le ricerche archeologiche fanno risalire la nascita della colonia alla fine dell'VIII secolo a.C., anche se la  documentazione più antica si colloca nel III quarto dello stesso secolo, ossia tra il 750 e il 720 a.C., non lontana dalle fasi più antiche di Pithecusa e dell'abitato di Cuma rilevate dai recenti scavi dell'Università "L'Orientale" e "Federico II".
L'insediamento, sorto in una posizione particolarmente favorevole su uno sperone roccioso circondato su tre lati dal mare, nacque come scalo marittimo (epineion) subalterno al centro principale, come generalmente riconosciuto secondo il metodo storico-critico in riferimento alla colonia fondata dagli Euboici.
Le indagini hanno permesso di individuare il porto, che fu anche quello di Neapolis, nell'attuale piazza del Municipio (all'epoca un bacino chiuso e protetto, che a sua volta faceva parte di una vasta insenatura situata fra castel Nuovo e la chiesa di Santa Maria di Portosalvo).
Grazie all'ubicazione favorevole e alla qualità dei luoghi, la colonia cominciò a essere sempre più frequentata, con una crescita demografica che, più precisamente, si tradusse in uno sviluppo commerciale, come evidenziato dai resti materiali rinvenuti in piazza Santa Maria degli Angeli e nel bacino portuale di piazza del Municipio. Questi resti testimoniano un progressivo incremento, soprattutto a partire dalla fine del VII secolo a.C. e nel VI secolo a.C., con reperti che risultano molto più numerosi rispetto ad altri epineion cumani, come Pozzuoli o Miseno, e simili, per qualità e varietà, a quelli di Cuma. Un indicatore rilevante di questa crescita commerciale è costituito dal gran numero di frammenti di anfore da trasporto, sia greche che etrusche, rinvenuti, che suggeriscono una crescente apertura commerciale di Partenope verso le altre regioni.
Temendo che la propria città venisse sostituita, i Cumani decisero di «distruggerla».

### La rifondazione come Neapolis
(Daniela Giampaola, archeologa italiana autrice di numerose pubblicazioni dedicate all'archeologia della città di Napoli)
Neapolis (in greco antico Νεάπολις) fu fondata, senza tema di errare, dai Cumani. Tale responsabilità di fondazione è asserita unanimemente da Strabone, Velleio Patercolo, Scimno di Chio, Lutazio e Tito Livio. Tali fonti appartengono a due prospettive differenti: da un lato, quella cumana, in quanto dipendono da autori e testi cumani (Strabone, Patercolo e Pseudo-Scimno), e dall'altro, quella neapolitana, poiché derivano da fonti legate alla città di Neapolis (Livio e Lutazio). Inoltre, il mantenimento di una fratria di Kymaioi e l'accoglienza dei Cumani con pieni diritti dopo la caduta di Cuma in mano sannita confermano ulteriormente quanto appena esposto.
La fondazione della città si fissa in quel clima di  stasis (discordia tra fazioni) che caratterizzò Cuma per tutta la parabola di Aristodemo. La circostanza decisiva coincide con l'instaurazione della Tirannide di Aristodemo, dopo il suo trionfo ad Aricia. La tradizione racconta dell'espulsione forzata degli oligarchi che trovarono asilo a Capua. È probabile che in questa occasione essi abbiano deciso di dare spazio alla Nea Polis (Nuova Città). Ad ogni modo, risulta certo che la fondazione della città avvenne per mano di oligarchi, mossi dalla volontà di dar vita ad una «seconda Cuma», del tutto simile alla città dalla quale erano stati cacciati; lo provano già a sufficienza sia il prosieguo di culti come quello di Demetra, sia la ripresa fedele dell'organizzazione in fratrie. Tale inquadramento cronologico è confermato da rinvenimenti ceramici in un tratto delle mura e in vari punti della città,nonché dal reticolo viario della polis che può essere confrontato con impianti tardo-arcaici, quali quelli, più antichi, di Poseidonia e Agrigento, e quelli più recenti di Naxos e Himera.
Neapolis sorse a est della collina di Pizzofalcone (così chiamata per la costruzione di una falconiera su di essa da parte di Carlo I d'Angiò nel XIII secolo), su un pianoro in declivio da nord a sud, delimitato da via Foria a nord, da corso Umberto I a sud, da via Santa Maria di Costantinopoli a ovest e a est da via Carbonara, digradante verso il mare a partire dall'altura della collina di Caponapoli nel settore nord-occidentale. Il pianoro, scandito al suo interno da una serie di rilievi e cinto da fossati naturali solcati da torrenti che scendevano dalle colline retrostanti, era circondato da possenti mura che seguivano la morfologia del terreno.
L'insediamento venne edificato secondo i criteri greco-classici: acropoli (individuata nell'attuale area di Sant'Aniello a Caponapoli), agorà (corrispondente all'odierna piazza San Gaetano) e necropoli (situate sulla collina di Santa Teresa degli Scalzi, a San Giovanni a Carbonara, allo sbocco di San Biagio dei Librai e nei pressi di Castel Capuano). In quest'ultima, in particolare, i vasi portati alla luce durante gli scavi sono di fattura cumana e testimoniano l'assenza, a Neapolis, di una scuola artistica locale.
L'impianto urbano si fondava su tre strade maggiori e più larghe (in greco antico: πλατεῖαι?, platêiai) che erano incrociate ortogonalmente con l'intreccio di strade più strette (in greco antico: στενωποί?, stenōpói). Il caso di studio neapolitano risulta concepito su uno schema razionale di pianificazione legato alla fondazione della nuova collettività, riconosciuta concettualmente come "Città Nuova". Secondo questa ottica, nuovi studi hanno messo in luce l'esistenza di un progetto geometrico riferito al tracciato delle strade e degli isolati, che vede come centro il tempio dei Dioscuri dell'agorà.
Come si è visto, la nuova città non nacque inglobando e di conseguenza sviluppando la città vecchia, come avvenne invece a Costantinopoli. Al contrario, sorse giustapposta ad essa per motivi commerciali: Neapolis era infatti tutta proiettata verso la valle del Sarno. Il pianoro a nord-est della collina di Pizzofalcone, inoltre, rappresentava, grazie alle sue caratteristiche naturali e alla sua estensione, una riserva di sviluppo significativa. A onor del vero, come dimostrano le indagini archeologiche, tale territorio era già diffusamente occupato almeno nella seconda metà del VI secolo a.C.. Partenope, in piena espansione, aveva infatti esteso il proprio controllo anche all’area del vicino pianoro.
 La scelta della zona bassa, rispetto alla collina di Pizzofalcone, permise di pianificare un impianto urbano più ampio e regolare. L'insediamento più antico sul colle di Pizzofalcone sopravvisse anche dopo la fondazione della 'Città Nuova', rimanendo un polo secondario della polis (la Palepolis), che continuò a svolgere un ruolo significativo nel contesto urbano fino al III secolo a.C..

## Partenope nelle fonti antiche
Di Partenope non fanno espresso accenno le fonti che fanno riferimento ad un punto di vista cumano. Per quanto riguarda la prospettiva neapolitana, ne parlano sia Lutazio, sia Tito Livio. Quest'ultimo in particolare si riferisce ad essa chiamandola Palepolis (città vecchia).

### Lutazio
Lutazio ne parla quando narra della storia e delle vicende di Neapolis. Riporta che alcuni Cumani oppositori, allontanatisi dalla loro patria, fondarono una città chiamata Parthenope, in onore della sirena che vi era sepolta. Tuttavia, una volta che l'insediamento vide un crescente afflusso di persone grazie alla sua felice posizione, Cuma, temendo che venisse del tutto abbandonata, decise di distruggerlo. A seguito di una punizione divina, i Cumani, su ordine di un oracolo, furono obbligati a ricostruire la città e a prendersi la responsabilità di onorare i Sacri riti in omaggio alla sirena Partenope. Per segnare questo rinnovamento, decisero di chiamare la nuova città Neapolis, che significa 'nuova città'.
Gli studi di questa parentesi storica evidenziano una comprovata tradizione neapolitana che mostra una marcata analogia tra il culto della sirena e l'esistenza del sito. Inoltre, in tutto il resoconto emerge una marcata polemica anticumana: il ripercorrere di queste vicende passate suggerisce che le disposizioni di tali fonti vadano contestualizzate nelle trascorse relazioni tra Cuma e Neapolis, e non nel II secolo a.C. Come si vedrà dall'opposta tradizione cumana, tali critiche nacquero quando le due città si trovarono scisse, in particolare riguardo al loro diverso approccio nei confronti dei Sanniti e dei Campani (periodo che riguarda la fine del V secolo a.C.). È proprio in questo lasso di tempo che risale il particolare modo di ripercorrere il passato di Neapolis.

### Tito Livio
Livio ne riferisce quando parla dell'assedio posto a Neapolis, nell'ambito delle guerre sannitiche. All'inizio di tale racconto viene delineata una breve descrizione sulla nascita di Neapolis: c'erano due urbes, Palepolis, la città vecchia, e Neapolis, quella nuova, poste una accanto all'altra, abitate dallo stesso popolo e costituenti un'unica città.
Gli avvenimenti che conducono alla dedizione romana e all'allontanamento dei Sanniti ingannati si riferiscono soltanto a una di queste e si tratta di quella in cui agiscono i principes civitatis (Charilaus e Nymphius), dove si sono installati i Sanniti e i Nolani e dove vengono lasciati entrare i Romani; ci si riferisce dunque alla Neapolis, con la quale sarà tuttavia stabilito il foedus Neapolitanum.
A Palepolis, invece, avevano sede gli organi di rappresentanza. Quindi è a quest'ultima che Roma manda i Feziali, ottenendo una risposta negativa. Sono i Palepolitani a ricevere la dichiarazione di guerra e i presidi sanniti e nolani, mentre i principes di Neapolis stipulano trattative a nome dei Palepolitani. Nei confronti di questi ultimi e dei Sanniti si acclama la vittoria. Palepolis quindi assume l'accezione sia di città vecchia, topograficamente distaccata da quella nuova, sia di abitato che designa la civitas nella sua interezza. In tale direzione, il vocabolo Palaepolitani lo si riscontra anche nei fasti trionfali.
A quest'ultimo proposito è doveroso pertanto rimarcare certi aspetti. La collettività neapolitana, come si intuisce in Livio, nasce in coabitazione con vecchi residenti: un insediamento antico quindi ed uno più recente che si è aggiunto in un secondo momento. Non si riscontrano di conseguenza cancellazioni fisiche o aggregazioni topografiche, ma epoikia come accostamento. Ciò è sottinteso anche nella fonte straboniana.
Tuttavia, né Livio né i Fasti fanno mai accenno al vecchio nome della Palepolis (Parthenope). Il racconto parallelo di tali vicende, fornito da Dionisio di Alicarnasso, seppur frammentario, le presenta come eventi riguardanti Neapolis e i suoi abitanti.
Il modo di fare di Livio e dei Fasti è da riscontrare nel modo in cui tale vicenda venne giostrata e riferita dai Romani.
In tale episodio storico, come dimostrano l'atteggiamento di Quinto Publilio Filone e il convenevole foedus Neapolitanum, si riscontra una certa magnanimità nei confronti di Neapolis. Nel racconto dionigiano i Sanniti occupano Neapolis con astuzia e angherie. Un fattore che è presente anche nella fonte liviana: la presenza dei presidi sanniti e nolani era stata alquanto pesante. La preferenza verso la controparte romana è mostrata da Charilaus come fatto positivo sia per i Palepolitani che per il popolo romano, mentre la rottura dell'amicizia con Roma è descritta come un comportamento azzardato. Il generale Filone è inoltre descritto come disponibile a riconoscere tali interpretazioni delle vicende. L'assunto di una capitolazione della città per causa sannita è pressoché rifiutato, e la natura del foedus è presentata come un riconoscimento per la buona condotta tenuta dai Neapolitani.
È in tale ambito, dunque, che deve essere ricercato il ricorso ai Palepolitani ed il silenzio sul vecchio nome della Palepolis: menzionare quest'ultima piuttosto che Neapolis, affermando che quest'ultimo fosse l'allora centro precursore del comando, voleva dire considerare la maggiore importanza del vecchio centro, al fine di far ricadere su quest'ultimo, e non su Neapolis, tutto il marcio del caso. Nell'ambito dello stesso criterio, omettere Partenope significava non rammentare che il culto della divinità poliade di tutta la civitas faceva capo alla Palepolis, e conseguentemente mettere a rischio l'intero intervento filoneapolitano che si intendeva accreditare.

### Strabone
Strabone ne dà soltanto un'idea, seppur in maniera anonima, nel passo in cui parla di Neapolis. Quest'ultima venne fondata per mano dei Cumani e confermò in seguito il proprio nome con l'insediamento di nuovi abitanti, tra cui Ateniesi e Pithecusani. Vi si trovava la tomba della sirena Partenope, e, per via di un oracolo, fu pianificato per lei un agone ginnico. Dopo tale periodo, la cittadinanza di Neapolis, scissa in due schieramenti, aprì le porte a una parte dei nemici Campani e fu obbligata a trattarli come i propri più diretti congiunti, mentre i Cumani, veri parenti dei neapolitani, furono del tutto ripudiati.
La prospettiva è senza dubbio quella della città calcidese. Cuma, fondatrice dell'insediamento, si sentì profondamente tradita da Neapolis, che, al fine di salvaguardare la propria incolumità e sovranità, decise di aprire le porte ai terribili antagonisti dei Cumani. Questi ultimi, infatti, come rammenta sempre Strabone, conquistarono Cuma con angherie e devastazioni. È evidente il nesso polemico con l'alleanza con la popolazione osca, che si verificò nello stesso periodo del declino di Cuma. Le lamentele, infatti, emergono dalla prospettiva dei Cumani, che esprimono il loro risentimento per gli eventi accaduti. Da ciò si comprendono meglio vari aspetti: la motivazione che ha spinto Strabone a descrivere le vicende del sito in un determinato modo, l'orizzonte temporale della sua fonte e le caratteristiche specifiche di quest'ultima.
Si evince un vero e proprio occultamento delle vicende passate del sito: queste ci sono state, se Neapolis, di fondazione cumana, si chiamò proprio «città nuova», ma dell'insediamento che esisteva prima e del suo nome non si parla più come sarebbe stato necessario. Se si considera il blocco distruttivo presente nell'opposta attestazione di Lutazio, il tutto diventa esplicito, e la centralità della questione è confermata dal resto del racconto: il nome del sito fu dovuto all'arrivo di nuovi coloni, non a una ricostruzione come atto riparativo a una punizione divina (la pestilenza), il responso sacro affiancò la seguente rifondazione e si riferì esclusivamente all'agone ginnico in onore della sirena, non alla fondazione in sé, che si riporta solamente come avvenuta per mano dei Cumani. L'inciso di Strabone nel suo racconto lo si decifra, dunque, raffrontandolo con quello lutaziano, poiché in una prospettiva neapolitana ribalta l'organizzazione, mostrando il sito nato come Parthenope e non Neapolis, scaturito non da un'iniziativa di Cuma, ma da un gruppo di Cumani oppositori, presentando la città madre non sotto una luce benevola, ma piuttosto sotto una luce alquanto infida e rancorosa. Se il nome di Partenope non compare in questa sede, è solo a causa delle tendenze centrifughe della fonte, a cui Strabone è rimasto semplicemente congruente.

#### Partenope e i Rodii
Oltre al riquadro precedente, che riguarda fonti di ottica neapolitana o cumana, esiste un'attestazione straboniana che riconduce piuttosto a fonti rodie. Il geografo, nel rievocare la grandezza di Rodi, parla delle fondazioni di Partenope, Elpie e Rhodos.
L'informazione a proposito di Partenope è, come di consuetudine, soltanto ribadita da Stefano Bizantino alla sezione Parthenope, mentre, come è stato riportato precedentemente, la città ritorna come fondazione cumana nelle fonti di ottica neapolitana accolte da Lutazio. L'informazione su Rhodos si ripresenta nello scritto Pseudo Scymno, mentre per quanto riguarda Elpie, oltre alla notizia ripetuta anche qui da Stefano Bizantino, si ricorda che Vitruvio faceva presente che l'oppidum Salapia vetus era stato costituito da Diomede di ritorno da Troia o, come stilarono alcuni, grazie a un Elpias rodiese.
Da ciò si evince che le tre fondazioni rodie appaiono tali solamente per la tradizione in oggetto. Esse risalgono a prima dell'istituzione delle Olimpiadi (776 a.C.), il che significa almeno al IX secolo a.C. (epoca di fondazioni mitiche piuttosto che concrete). In maniera significativa, tutti e tre gli insediamenti fanno riferimento ad una eponimia o ad un eponimo (Partenope sta al nome di una sirena, Elpie a quello del suo fondatore Elpias e Rhodos si riferisce alla ninfa eponima di Rodi, sua metropolis). Ad ogni modo, neanche in una delle località in oggetto le rivendicazioni rodie trovano attestazioni archeologiche e per questo motivo vengono ritenute delle ideazioni di una tradizione improntata verso una maiorem gloriam di quelle terre.

## Attestazioni archeologiche
(Emanuele Greco)
I ritrovamenti archeologici di Partenope consistono in una porzione di necropoli del VII secolo a.C., riscoperta in via Giovanni Nicotera nel 1949, ed in due gruppi di materiali di abitato. Il primo gruppo fu rinvenuto, all'inizio del Novecento, in vico Pallonetto a Santa Lucia (datato tra la fine dell'VIII-inizi del VII e i primi decenni del V secolo a.C.), mentre il secondo gruppo fu rinvenuto in piazza Santa Maria degli Angeli nel 2011 (ben 4852 frammenti, datati prevalentemente tra la fine dell'VIII e il primo quarto del V secolo a.C.). Da quest'ultimo scavo provengono anche reperti di ceramica geometrica, probabilmente di fabbrica pithecusana, datati tra il 750 e il 720 a.C.. A ciò si aggiunge il dato (uno skyphos del Tardo Geometrico I di importazione euboica) che proviene dalla zona portuale ai piedi del Castel Nuovo. Tali ritrovamenti indicano che Partenope sia nata pressocché contemporaneamente alla fondazione di Cuma stessa, forse già nel Tardo Geometrico I, ma al momento il campione disponibile è troppo limitato per giungere a conclusioni certe.

## Miti e leggende su Partenope

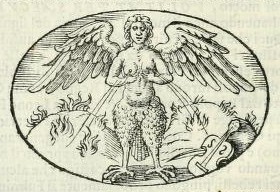
Particolare di una delle pagine di Delle imprese trattato di Giulio Cesare Capaccio, raffigurante la sirena Partenope

Nell'Alessandra di Licofrone, Partenope e le sue sorelle (Leucosia e Ligea) morirono per l'insensibilità di Ulisse alla magia del loro canto essendosi esse gettate nel mare che ne trasportò, in vari luoghi, i corpi. Partenope giunse sul luogo dove sarebbe sorta Neapolis.
Apollonio Rodio riferisce che Orfeo, traversando il Mediterraneo, trasse la lira e cantò meglio di loro per impedire ai propri commilitoni di cadere vittime dell'inganno delle sirene che si mutarono in rocce; solo uno dei marinai cercò di seguirle, scampando la morte grazie all'intervento fortuito di Afrodite. L'argonauta, al fine di ringraziare adeguatamente l'eroico atto, decise di fondare un piccolo villaggio laddove fosse sbarcato, chiamandolo col proprio nome «Falero». Secondo un'altra versione l'uomo, mentre era in viaggio verso Cuma con la sua famiglia, perse la figlia Partenope in mare, laonde conservarne imperituro ricordo, conferì alla zona il nome proprio della fanciulla.
Altre tradizioni ricollegano Partenope al rituale di passaggio tra la vita e la morte. Ovidio racconta che le sirene non furono solo dei mostri ma che in principio erano delle ancelle di Persefone, dea degli inferi e che, in seguito al suo rapimento da parte di Plutone, ottennero il permesso di cercarla nelle profondità della terra, cioè nella «ctonia» e che da qui furono ricacciate in mare con l'ordine di ricevere i naviganti sfortunati, di incantarli con melodie incantevoli e di introdurli presso di lei. La tomba della sirena era situata tra le altre ipotesi nei pressi della foce di uno dei rami fluviali del Sebeto, l'antico corso d'acqua che bagnava Neapolis.

### Annotazioni
1. ↑  
«Le più antiche di esse furono quelle che le città di Eretria e Calcide nell'Eubea inviarono, prima nell'isola di Ischia a Pithecusa, poi sulla costa che le sta di fronte, a Cuma, certamente prendendo conoscenza anche della costa orientale della Sicilia e dello stretto. Quest'area del golfo di Napoli con le isole antistanti e i campi Flegrei era abitata da popolazioni dell'Età del bronzo e poi del ferro, per le quali le fonti greche usano i nomi di ausoni e opici, incerte se identificarle o distinguerle tra loro, ma che non vanno comunque confuse - come talvolta in esse - con le più tardi genti osche che verranno a impadronirsi dei centri coloniali greci e di quelli etruschi. Gli abitanti dell'Età del bronzo erano stati in contatto, certamente, con i navigatori micenei spintisi al di là delle Eolie fino alle isole (Vivara specialmente) e alla costa del golfo.»
(Finley, Lepore, p. 45)
2. ↑  Nel 2011 in piazza Santa Maria degli Angeli sono stati trovati pochi reperti dalla seconda metà dell'VIII secolo che si incrementano alla fine dell'VIII secolo a.C.
3. ↑  La notizia della distruzione, una volta tenuto conto del fatto che proviene da una fonte interessata a presentare sotto una luce particolarmente negativa il comportamento di Cuma, trova sostanziale conferma in una serie di fatti. Le tradizioni di ottica cumana, Pseudo Scymno, Strabone, Velleio, puntano tutte sul rapporto Cuma-Neapolis, lasciando nell'ombra, e quindi in un certo senso, distruggendo la storia precedente del sito [...]. D'altro canto, se il problema è posto, come la fonte di Lutazio fa nei termini di una frequentatio di Neapolis che non può svilupparsi se non in concorrenza con quella di Cuma, è evidente che la frequentatio di Cuma non può tollerare lo sviluppo di Neapolis e quindi la oscura. E la crescita di Neapolis che avviene sottraendo appena può Pitecusa a Cuma conferma la giustezza di questa impostazione del problema. D'altro canto anche la terminologia usata dalla fonte per cui fondare Partenope era stato un urbem constituere e ridare vita un urbem restituere o una nuova institutio, suggerisce una lettura della vicenda piuttosto in riferimento a realtà istituzionali e politiche che a concrete realtà materili da eliminare e reintegrare (tratto da: M. Lombardo, F. Frisone, Colonie di colonie: le fondazioni sub-coloniali greche tra colonizzazione e colonialismo. Atti del Convegno Internazionale di studi, Lecce 22-24 giugno 2006, Galatina, Congedo edit., 2010, p. 185). A parte le ipotesi - che rimango pura speculazione - che tendono a connettere la notizia della distruzione con un evento effettivamente verificatosi che non prendiamo neanche in esame, dopo i tentativi, a questo riguardo, di trovarne conferma nella documentazione archeologica per niente perspicua (tratto da: Daniela Giampaola, Emanuele Greco, Napoli prima di Napoli. Mito e fondazioni della città di Partenope, Salerno ed., Roma 2022 p.69). Tuttavia non esiste traccia materiale e archeologica di distruzione di questo primitivo nucleo, come si usa invece raccontare interpretando male il racconto di Lutazio Dafnide (tratto da: Teresa Tauro, Napoli greca. Alla scoperta della città antica, Intra Moenia editore, 2023, p. 17).
4. ↑  
«Gli studi recenti consentono ormai di ricondurre l'organizzazione dell'impianto a una concezione unitaria, superando l'ipotesi di uno sviluppo in due tempi formulata da Mario Napoli, secondo il quale a un impianto irregolare risalente ai tempi della fondazione del 470 a.C., limitata alla collina dell'Acropoli e alla parte settentrionale dell'area poi occupata dall'agora/foro, sarebbe seguito un progetto regolare, sotto l'influenza dell'impianto di Thuri del 444 a.C. assegnato a Ippodamo di Mileto. [...] Il caso di studio neapolitano è confrontabile con impianti urbani datati fra gli ultimi decenni del VI e il primo quarto del V secolo, quali quelli, più antichi, di Poseidonia e Agrigento, e quelli più recenti di Naxos e Himera.»
(Giampaola, Greco, pp. 88-89)
5. ↑  Esse non vennero meno alla loro fama, perché per la loro potenza erano state giustamente rinomate nelle età precedenti, fino a risalire alla più antica età romana quando, console Filone, le mura di Neapolis non cedettero (tratto da: Massimo Rosi, Napoli entro e fuori le mura,  Newton Compton Editori, 2003, p. 35)
6. ↑  
«L'insieme dei materiali residui finora discussi attestano sull'interno pianoro di Neapolis una frequentazione diffusa che risale almeno alla metà del VI secolo a.C.»
(Harris, Lo Cascio, p. 59)
7. ↑  
«Dunque, questo "ampliamento", la cui nascita ebbe alterne e complesse vicende, fu anch'esso inizialmente chiamato Parthenope, come il piccolo insediamento che si voleva ingrandire, e solo successivamente Neapolis.»
(Tauro, p. 17)
8. ↑  
«In quel momento, come dimostra a sufficienza la testimonianza di Livio che prenderemo in esame tra poco, Parthenope era solo la palepoli di Neapolis.»
(Lombardo, Frisone, p. 187)
9. ↑  La Palepolis, ad esempio, rimase sede del culto della divinità poliade, a cui tutta la civitas faceva capo (per approfondire, vedi la sezione "Partenope nelle fonti antiche").
10. ↑  
«Il dossier archeologico di Santa Maria degli Angeli subisce una contrazione dal secondo quarto del V secolo, per poi tornare abbondante nel IV-III secolo a.C., al tempo della Palepolis. Tale contrazione non può non essere messa in relazione con l'evento cruciale per la storia di questo territorio: la fondazione di Neapolis sull'adiacente pianoro del Pendino»
(Giampaola, Greco,  p. 53)
11. ↑  In essa risiedeva la res Neapolitana, la summa rei Graecorum.
12. ↑  
«Una successiva analisi del contesto, ha permesso l'inquadramento della cronologia dello scarico tra la fine dell'VIII-inizi del VII e i primi decenni del V secolo a.C.»
(Giampaola, Greco, pp. 48-49)
13. ↑  
«Una rilevante novità è costituita dal rinvenimento di reperti che attestano un inedito orizzonte cronologico della seconda metà dell'VIII secolo a.C., non lontano dalle fasi più antiche di Pithecusa e dell'abitato di Cuma rilevate dai recenti scavi delle Università L'Orientale e Federico II. [...] Si potrebbe così supporre che l'inizio dell'occupazione della collina di Pizzofalcone sia da connettere con l'avvio della presenza euboica nel Golfo, ma il campione disponibile è troppo limitato per poter giungere a conclusioni sicure.»
(Giampaola, Greco,  pp. 51-52)

### Fonti
1. ↑   Il mare e la città metropolitana di Napoli, in TERRITORIO DELLA RICERCA SU INSEDIAMENTI E AMBIENTE (Rivista internazionale della cultura urbanistica), Università degli Studi di Napoli - Centro Interdipartimentale di Ricerca L.U.P.T., 2014,  p. 221.
2. ↑   PARTENOPE, in Enciclopedia Italiana, Roma, Istituto dell'Enciclopedia Italiana.
3. ↑   partenopeo, in Treccani.it – Vocabolario Treccani on line, Roma, Istituto dell'Enciclopedia Italiana.
4. ↑  La pronuncia sdrucciola segue l'uso latino ben affermato per molti nomi greci: si vedano le regole dell'accento latino; la penultima sillaba, rappresentata in greco da omicron, è breve.
5. 1 2 3 4 5 6 7 8 9 10 11 12 13 14 15 16 17   M. Lombardo, F. Frisone, Colonie di colonie: le fondazioni sub-coloniali greche tra colonizzazione e colonialismo. Atti del Convegno Internazionale di studi, Lecce 22-24 giugno 2006, Galatina, Congedo edit., 2010,  pp. 183; 185-186; 192-193; 195-197.
6. 1 2 3 4 5   Daniela Giampaola, Bruno d'Agostino, Osservazioni storiche e archeologiche sulla fondazione di Neapolis, in William V. Harris ed Elio Lo Cascio (a cura di), Noctes Campanae. Studi di storia antica e archeologia dell'Italia preromana e romana in memoria di M. W. Frederiksen, Napoli, Luciano edit., 2005,  pp. 59;61;62;62;59-60.
7. ↑   Partenope, in Treccani.it – Enciclopedie on line, Roma, Istituto dell'Enciclopedia Italiana. URL consultato il 2 gennaio 2023.
8. 1 2 3   Giuliana Boenzi, Interazione tra attività vulcanica e vita dell’uomo: evidenze archeologiche nell’area urbana di Napoli, in Miscellanea INGV, Academia.edu, 31 maggio 2013,  pp. 39; 39-40; 42. URL consultato il 1º aprile 2020.
9. ↑   Parthenope, su ganapoletano.it. URL consultato il 16 aprile 2020.
10. 1 2 3 4 5 6   Daniela Giampaola, Emanuele Greco, Napoli prima di Napoli. Mito e fondazioni della città di Partenope, Roma, Salerno edit., 2022,  pp. 13;52;52-53-80;43;80;36-37.
11. 1 2 3   Parco Archeologico Urbano di Napoli (PDF), su naus-editoria.it,  p. 9. URL consultato il 21 luglio 2022.
12. 1 2 3   APPUNTI MAGNA GRECIA, Appunti di Archeologia (Professore Associato in Archeologia Classica, presso l'Università degli Studi di Napoli “L'Orientale", Matteo D'acunto), su Docsity.com. URL consultato il 22 luglio 2022.
13. ↑   Lo scavo di Cuma: abbiamo intervistato il direttore, Matteo D'Acunto, in magazine.unior.it. URL consultato il 24 marzo 2023.
14. ↑   IL PROGETTO “ceraNEApolis”: UN SISTEMA INFORMATIVO CARTOGRAFICO DELLE PRODUZIONI CERAMICHE A NEAPOLIS (IV A.C.-VII D.C.) (PDF), su Archcalc.cnr,  p. 29.
15. ↑   Pizzofalcone, perchè si chiama così la collina da cui è sorta Napoli, su NapoliToday. URL consultato il 3 marzo 2025.
16. ↑  Fausto Longo, Teresa Tauro, Alle origini dell'urbanistica di Napoli, Pandemos editore, 2017.
17. 1 2 3   Flore Lerosier, Neapolis de la chôra à l’astu : définition du proasteion et relecture de la polis (fin VIe siècle - 89 av . J.-C.), 10 aprile 2022,  p. 57; 26. URL consultato il 17 agosto 2025.
18. ↑  Mele A., Greci in Campania, Scienze e Lettere Ed., Roma, 2014, p. 167
19. 1 2   Millennial variability of rates of sea-level rise in the ancient harbour of Naples (Italy, western Mediterranean Sea) (PDF), su iris.unina.it, 2019,  p. 286. URL consultato il 14 aprile 2025.
20. ↑  Atti del I Convegno Internazionale di Studi, Dialoghi sull'archeologia della Magna Grecia e del Mediterraneo (Paestum, 7-9 settembre 2016), Pandemos edit., pag. 321.
21. ↑  Tito Livio, Ab Urbe condita libri, VIII, 22, 5.
22. ↑   Il porto di Parthenope e Neapolis, su books.openedition.org.
23. ↑   Il porto di Parthenope e Neapolis (PDF), su Ancientportsantiques.com, 2021,  p. 344. URL consultato il 26 novembre 2024.
24. ↑  Apollonio Rodio, Argonautiche, IV, 890-912.
25. ↑  A. Lazzarini, Neapolis: civiltà, tradizioni, miti e leggende di Partenope, Tavernier, 1998, pag. 104.
26. ↑  Ovidio, Metamorfosi, V, 51.